# جون دو

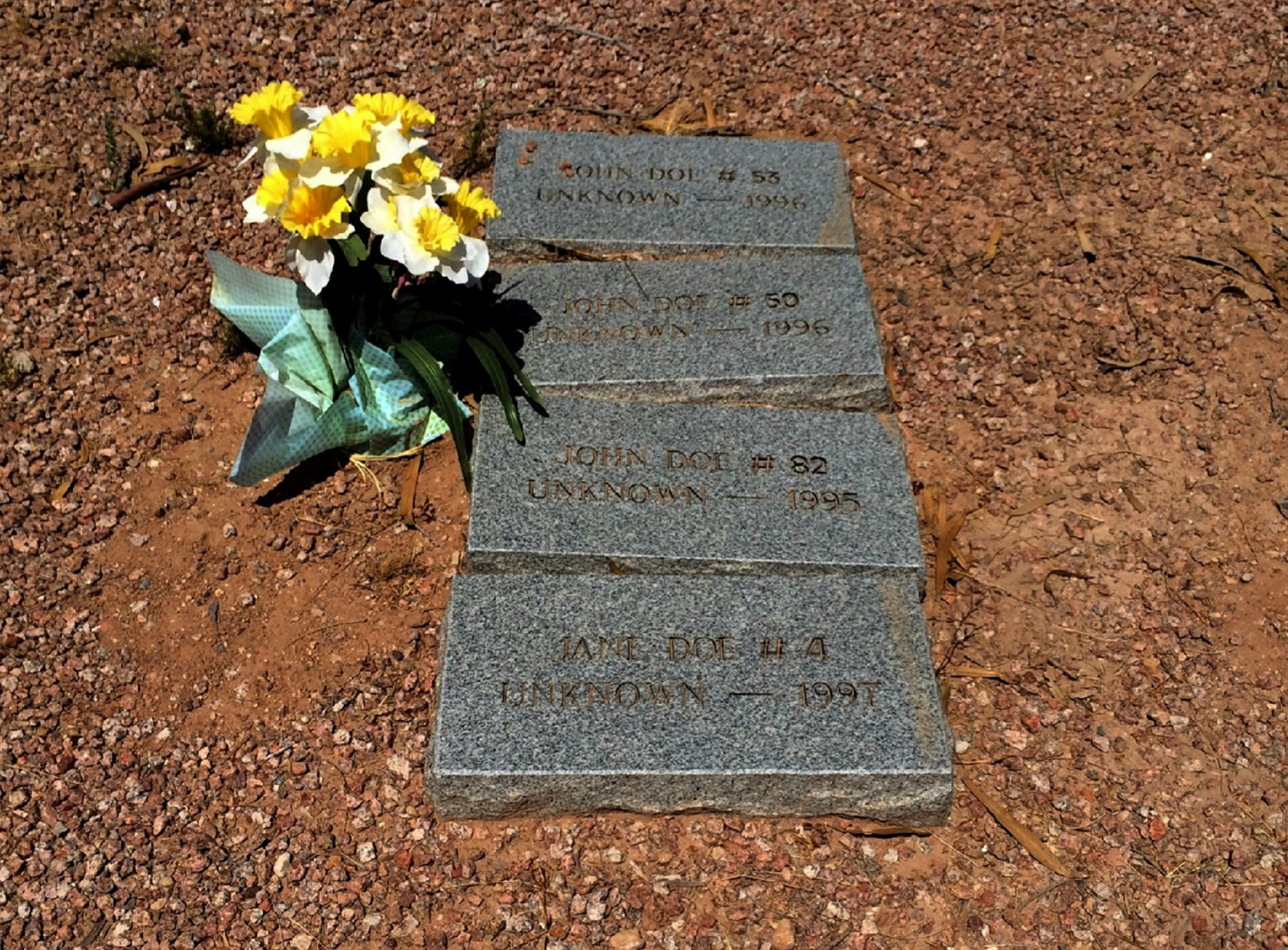

«جون دو» أو «جون رو» أو «ريتشارد رو» (للرجال) و«جين دو» أو «جين رو» (للنساء) و«بيبي دو» أو «جاني دو» أو «جوني دوي» (للأطفال)، أو فقط «دو» أو «رو» 
(بالإنجليزية: "John Doe" , "John Roe" or "Richard Roe" (for men), "Jane Doe" or "Jane Roe" (for women), and "Baby Doe", "Janie Doe" or  "Johnny Doe" (for children), or just "Doe" or "Roe")‏ اسم مستعار يستعمل في اللغة الإنجليزية (الأمريكية خاصة) لدلالة على شخص في المطلق أو لتسمية أطراف في نزاع قانوني أو كاسم تخفي لبعض الشهود المهددين عند ذكر شهاداتهم أو لعدم معرفة هوية الشخص. تترجم أحيانا إلى العربية ب «فلان الفلاني».